# 徽平陵
徽平陵，是中国五胡十六国后燕昭文帝慕容熙的陵墓。
407年七月廿六，慕容熙安葬皇后苻训英到徽平陵，“營陵周輪數里，下涸三泉，內圖畫尚書八座之像。”七月廿八，慕容熙被高云杀死，葬在皇后苻训英的徽平陵。1971年，朝阳他拉皋镇木匠营子一村民打井，挖出金步摇（或称步摇冠）。经过朝阳县文管所考察研究，认定是慕容熙、苻训英的徽平陵。